# チェラスオーロ・ディ・ヴィットリア

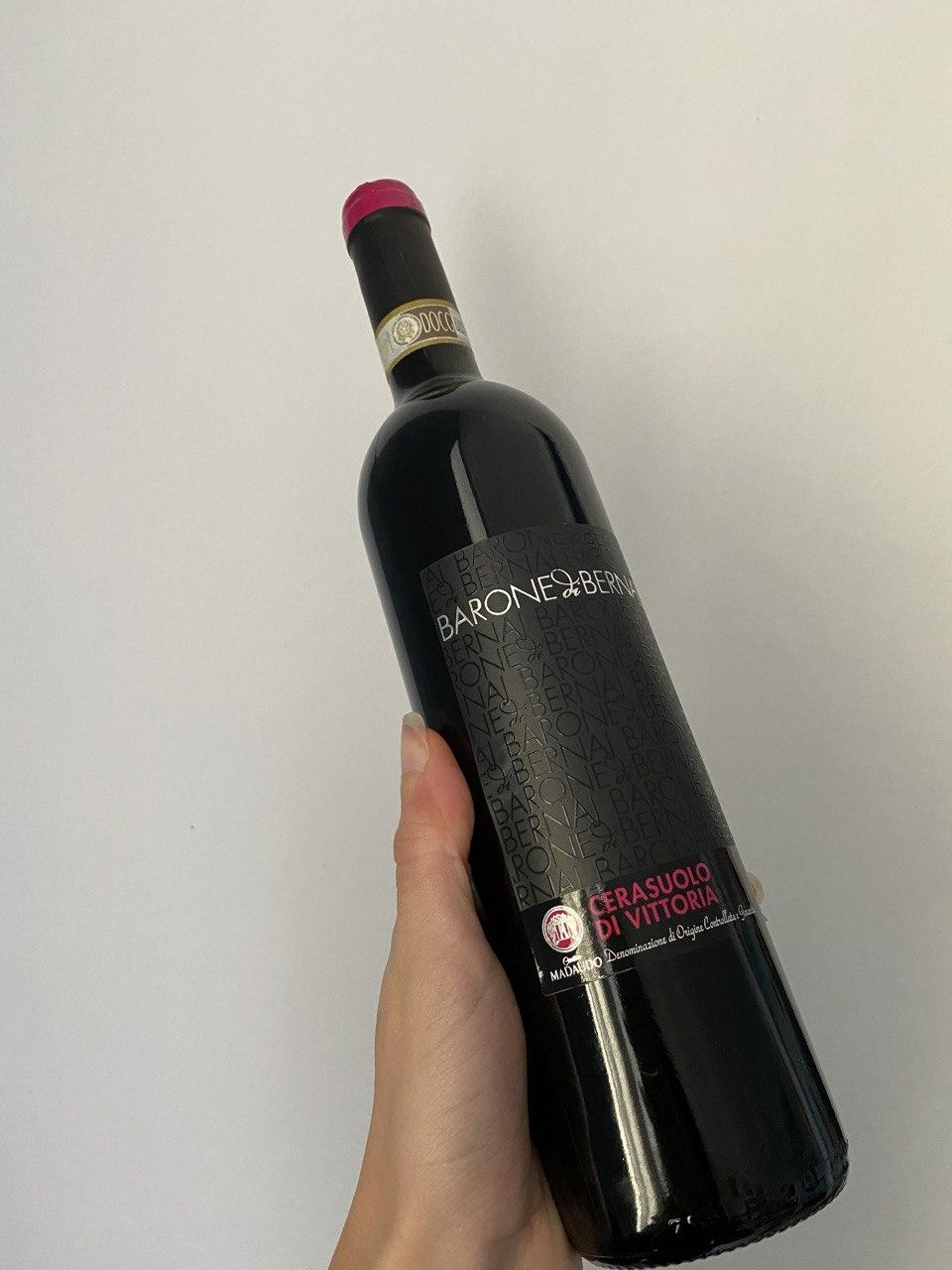
チェラスオーロ・ディ・ヴィットリア

チェラスオーロ・ディ・ヴィットリア（伊：Cerasuolo di Vittoria）は、イタリアのシチリア島ヴィットーリアのコムーネ周辺地域で造られる辛口の赤ワイン。シチリア島で唯一DOCGに指定されているワインであり、ネロ・ダヴォラ（当地ではカラブレーゼとも呼ばれる）を50～70％用い、残りはフラッパートをブレンドする。 DOCGでは、収穫量が規制されているほか、アルコール度数は13%以上であることが求められる。 Cerasuoloは「チェリーレッド」を意味し、これらのブドウをブレンドして造られるワインの色を意味する。

## 歴史
チェラスオーロ・ディ・ヴィットリアが最初にDOCで定義されたのは1973年のことである。その後、2005年にDOCGに昇格されたが、これがシチリアで初めてのDOCG指定である。DOCGで規定された生産区域は広大であり、DOCヴィットリアと同一の範囲であるが、チェラスオーロ・ディ・ヴィットリアではブドウ栽培や熟成、品種のブレンドについてより厳しい制約がある。この地域ではアンソニカ種から白ワインも作られる。

## ブドウ栽培とワイン造り
一部の生産者は、樽香が付くのを嫌ってオーク樽ではなくテラコッタ製のアンフォラで熟成を行っている。そのようなワインでは、花の香りがあるフラッパートの特色と、ネロ・ダーヴォラの強いボディとタンニンが調和している。